# تأثيرات بيئية لتقنيات الصغائر
تتمثل التأثيرات البيئية لتقنيات الصغائر (بالإنجليزية: environmental implications of nanotechnology)‏ في تلك الآثار المحتملة لاستخدام المواد والأجهزة الخاصة بتقنيات الصغائر على البيئة. وعلى اعتبار أن مجال تقنيات الصغائر هو مجال ناشيء حديثاً، فقد انتشر النقاش والجدال حول المدى الذي قد يؤثر عنده الاستخدام الصناعي والتجاري لمواد الصغائر على الكائنات الحية والأنظمة البيئية.
و يمكن تقسيم التأثيرات البيئية لتقنيات الصغائر إلى قسمين هما: إمكانية الاستفادة من الابتكارات التقنية المصغرة في المساعدة في تحسين البيئة، والنوع الجديد من التلوث الناجم عن مواد تقنيات الصغائر في حالة انبعاثها للبيئة.

## تلوث تقنيات الصغائر

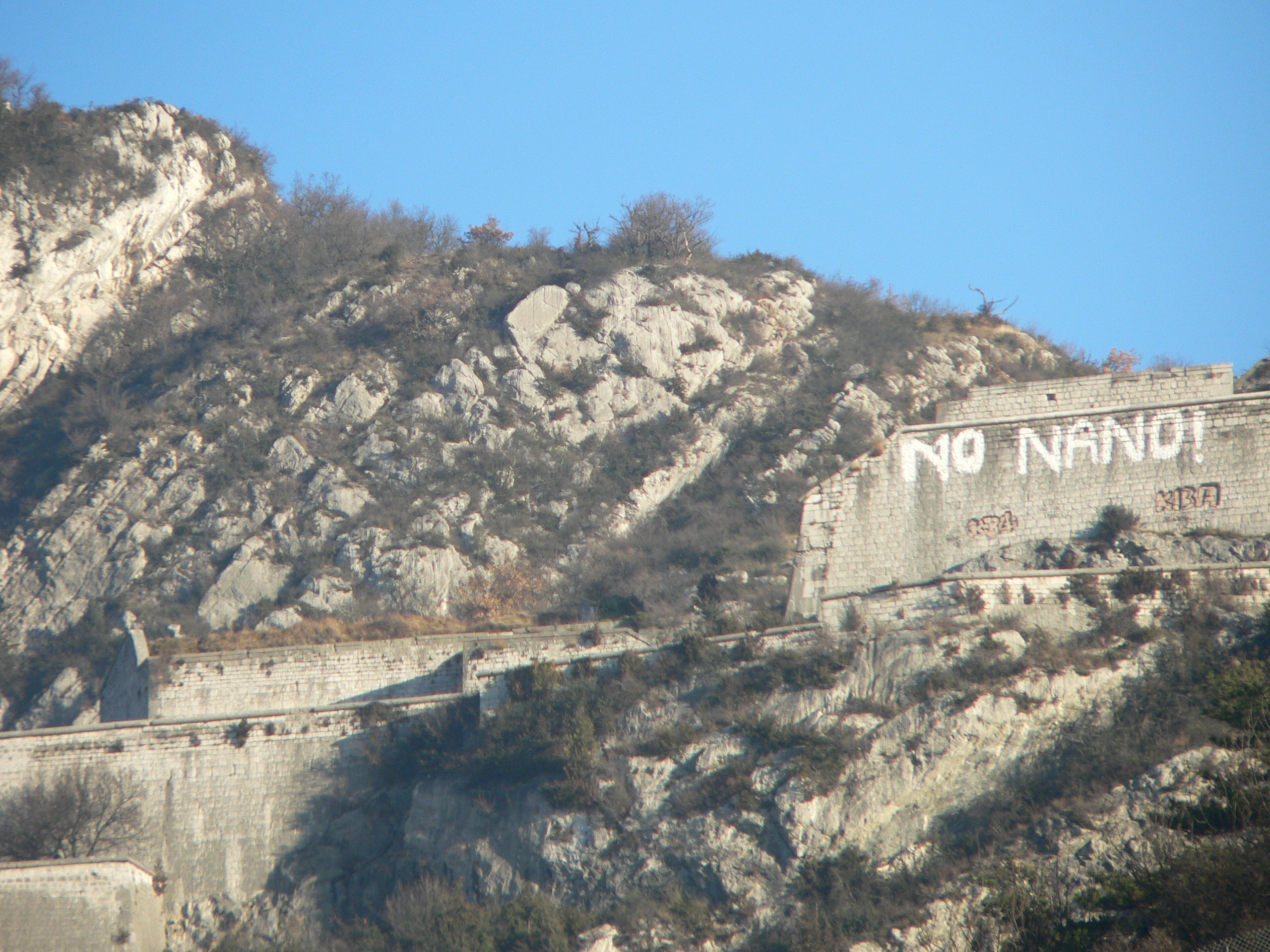
الجماعات المعارضة لإقامة معامل تقنيات الصغائر في مدينة جرينوبل بفرنسا، عبرت عن معارضتها على إحدى حوائط قلعة قديمة بأعلى المدينة.

يعد تلوث تقنيات الصغائر مصطلحاً عاماً وشاملاً لكل النفايات الناجمة عن استخدام أجهزة التقنية المصغرة أو خلال عملية تصنيع مواد تقنيات الصغائر. وقد تعتبر تلك النفايات على درجةٍ عاليةٍ من الخطورة، ذلك بسبب حجمها. حيث تستطيع أن تطفو في الهواء وقد تخترق بسهولةٍ الخلايا الحيوانية والنباتية مسببةً بذلك تأثيراتٍ مجهولةٍ لكلٍ منهما. كما أن معظم جزئيات الصغائر التي صنعها الإنسان غير مرئيةٍ في الطبيعة، ومن ثم قد لا تمتلك الكائنات الحية وسائلاً ملائمةً للتعامل مع تلك النفايات المصغرة. ولعل أحد التحديات الضخمة (من) التي تواجه تقنيات الصغائر يتمثل في: كيفية التعامل مع ملوثات تقنيات الصغائر ونفاياتها.
كما أن عملية التقييم البيئي لها ما يبررها على اعتبار أن لجزئيات الصغائر مجموعةً من التأثيرات البيئية الحديثة. ويثير سكرينيز القلق حول التلوث الناجم عن تقنيات الصغائر، ويوضح أنه ليس بالإمكان في الوقت الحالي أن «يتم التنبؤ بشكلٍ دقيقٍ أو حتى التحكم في التأثيرات البيئية لانبعاث مخلفات تلك التكنولوجيا في البيئة». وما زالت التأثيرات البيئية السامة لجزئيات الصغائر والتراكم الحيوي بالمصانع والكائنات الدقيقة قيد البحث. كما أثارت قدرة جزئيات الصغائر على العمل كآليةٍ ناقلةٍ القلق والاهتمام حول عملية نقل المعادن الثقيلة والملوثات البيئية الأخرى. ووفقاً لما ورد ب تقرير مايو 2007 التابع لوزارة البيئة البريطانية، فقد أبدت هيئة الغذاء والشؤون الريفية قلقها تجاه التأثيرات البيئية السامة لجزيئات الصغائر بالنسبة إلى كلٍ من مخاطرها وانتشارها. وقد أوصى التقرير بإجراء اختبارٍ وفحصٍ شاملٍ للسموم البيئية بالإضافة إلى إجراء اختباراتٍ مستقلةٍ كذلك لمضافات الوقود.
مع ملاحظة عدم توافر معلوماتٍ كافيةٍ تمكننا من التأكد عما إذا كان لجزئيات الصغائر تأثيراتٍ سلبيةٍ غير مرغوبٍ فيها على البيئة. ونجد هنا نقطتين مرتبطين بتلك القضية تتمثلان في: (1) جزئيات الصغائر الحرة تنبعث في الهواء أو الماء خلال عملية الإنتاج (أو حوادث الإنتاج) أو تنبعث كنفاياتٍ عن عملية الإنتاج ومن ثم تتجمع في التربة، والماء والحياة النباتية. (2) أما في حالتها الثابتة، عندما تمثل جزءً من المواد المصنعة أو المنتج النهائي، فيجب حينئذِ أن يتم إعادة تدويرها أو التخلص منها على أنها نفاياتٍ. وما زال من غير المعلوم لنا ما إذا كانت جزئيات الصغائر ستشكل طبقةً جديدةً من الملوثات الغير قابلة للتحلل الحيوي بصورةٍ كاملةٍ. وفي حالة أن يتم ذلك، فمن غير المعلوم كذلك كيفية التخلص من تلك الملوثات وإزالتها من الهواء أو الماء بسبب أن المرشحات التقليدية غير ملائمةٍ لأداء مثل تلك المهام (حيث أن مسامها كبيرةٍ جداً لتتمكن من الإمساك بجزئيات الصغائر).
و كان نصيب التمويل الذي تم إنفاقه عام 2002 على تقييمات التأثيرات البيئية من ضمن إجمالي مبلغ 710 مليون دولاراً أمريكياً قامت الحكومة الأمريكية بإنفاقها على أبحاث تقانة الصغائر نحو 500.000 دولاراً أمريكياً. وقد اشتملت المخاطر التي حددها أوسكوكوفيتش (2007) على ما يلي: التكرار الذاتي للنانوبوت بقوةٍ والتي من خلاله توسعها المتزايد وبصورةٍ بطيئةٍ تؤدي إلى محوٍ كامل للمحيط الحيوي؛ بالإضافة إلى زيادة زعزعة استقرار تنوع المحيط الحيوي المعرض للخطر بالفعل وزيادة الفجوة القائمة فيما بين الأغنياء والفقراء.
و قد تزايد القلق تجاه الفضة النانوية والتي تستخدمها شركة سامسونج في العديد من الأجهزة المنزلية ومنها الغسالات وأجهزة تنقية الهواء.

### مسؤولية دورة الحياة
لتقييم المخاطر الصحية لجزئيات الصغائر المصنعة، لابد من تقويم دورة الحياة الكاملة لتلك الجزئيات، متضمنةً عملية تصنيعها، تخزينها وتوزيعها بالإضافة إلى تطبيقها وإساءة استخدامها والتخلص منها كذلك. كما أن التأثيرات الناجمة على البشر والبيئة قد تتنوع وتتغير خلال مراحل عديدة من دورة حياتها.
و قد حدد تقرير الجمعية الملكية مخاطر جزئيات أوأنابيب الصغائر المنبعثة خلال عملية التخلص منها أو تدميرها وإعادة تدويرها. كما أوصى التقرير بأن «الشركات المصنعة للمنتجات المختلفة والتي تقع تحت أنظمة مسؤولية المنتجين الموسعة ومنها تشريعات نهاية عمرها التشغيلي، تقوم بنشر الإجراءات التي تلخص كيفية التعامل مع مثل تلك المواد بالإضافة إلى تقليل فرص التعرض البشري والبيئي لها» ص13. وفي تحركٍ ل معهد الأغذية والمعايير الزراعية يعكس التحديات التي تضمن تنظيم دورة الحياة، قام باقتراح ضرورة دمج معايير بحث وتطوير تقنية الصغائر ضمن معايير المستهلك والعامل والبيئة. كما اقترح كذلك أن كلاً من المنظمات الغير حكومية والجماعات الأهلية الأخرى تلعب دوراً جوهرياً في تنمية وتطوير تلك المعايير.

## الفوائد البيئية لتقنية الصغائر
مزيد من المعلومات: تقنية النانو الخضراء

### الطاقة
المقال الرئيسي: تطبيقات الطاقة لتقنية النانو
قد يكون لتقنية النانو تأثيراً عظيماً على إنتاج الطاقة النظيفة. فالأبحاث الجارية تستهدف الاستفادة من المواد النانوية لأغراضٍ تتضمن خلايا شمسية أكثر كفاءة، خلايا وقود عملية وكذلك بطاريات صديقة للبيئة. وتتمثل أكثر مشروعات تقنية الصغائر تقدماً والمرتبطة بمجال الطاقة عمليات: التخزين، التحويل، تحسينات التصنيع من خلال تقليل المواد ومعدلات العملية، توفير الطاقة (من خلال وعلى سبيل المثال العزل الحراري الأفضل من ذي قبل)، بالإضافة إلى زيادة مصادر الطاقة المتجددة.
إلا أنه من الملاحظ أن البطاريات الشمسية المتاحة تجارياً في وقتنا الحالي تتسم بالكفاءة المنخفضة والتي تتراوح بين 15- 20%. وتهدف الأبحاث الجارية حالياً إلى الاستفادة من أسلاك النانو بالإضافة إلى المواد النانوية الأخرى على أمل تصنيع خلايا شمسية أرخصٍ وأعلى كفاءةٍ عن تلك المتوافرة حالياً وو المتمثلة في خلايا السيليكون التقليدية. وقد ساد المعتقد أنتلك الأجهزة القائمة على الإلكترونيات النانوية ستمكن من تصنيع المزيد من الخلايا الشمسية، بالإضافة إلى أنه سيكون لها عظيم الأثر على مواجهة متطلبات الطاقة العالمية.
و مثال آخر على أحد اشكال الطاقة الصديقة للبيئة يتمثل في استخدام خلايا الوقود القائمة على الهيدروجين. ولعل أهم مادة نانوية في خلايا الوقود هي ذلك العامل المساعد المكون من الكربون المدعوم بجزئيات المعادن النفيسة ذات الأقطار 1-5 نانومتر. وتحتوي المواد الملائمة لتخزين الهيدروجين على عددٍ كبيرٍ من المسام متناهية الصغر.
و قد تساهم تطبيقات تقانة النانو كذلك في تصنيع البطاريات. وبسبب كثافة الطاقة المنخفضة نسبياً للبطاريات التقليدية، يصبح وقت التشغيل محدداً بالإضافة إلى الحاجة إلى عملية إحلال أو إعادة شحن، هذا بالإضافة إلى أن العدد الضخم للبطاريات النافقة أصبحت تمثل مشكلةً في التخلص منها. كما أن المواد النانوية قد تمكن من تصنيع البطاريات ذات الشحنة الكهربية العالية أو المكثفات العالية ذات القدرة العالية على إعادة الشحن مرةً أخرى، والتي قد تكون مفيدة في حل مشكلة التخلص من البطاريات المستنفذة.

### ترشيح ومعالجة المياه
المقال الرئيسي: ترشيح نانوي
من المتوقع أن يكون لكيمياء النانو تأثير كبير في معالجة المياه المستعملة، وتنقية الهواء وأدوات تخزين الطاقة.
و قد تستخدم الطرق الميكانيكية والكيميائية ضمن أساليب الترشيح الفعالة. حيث تستند أحد فئات أساليب الترشيح على استخدام الأغشية ذات أحجام الثقوب الملائمة، مما يسمح بحجز السائل خلف ذلك الغشاء. ومن ثم تعد الأغشية نانوية المسام مناسبةً لعملية الترشيح الميكانيكية والتي تتسم بأنها ذات مسام أصغر من 10 نانومتر («الترشيح النانوي») والذي قد يتكون من أنابيبٍ نانويةٍ. ويستخدم الترشيح النانوي بشكلٍ رئيسيٍ بهدف إزالة الأيونات أو فصل السوائل المختلفة.
و توفر الجسيمات النانوية المغناطيسية طريقةً فعالةً ومعتمدةً في إزالة ملوثات المعادن الثقيلة من المياه المستعملة عن طريق الاستفادة من أساليب الفصل المغناطيسية. ويزيد استخدام الجسيمات النانوية من فعالية القدرة على امتصاص الملوثات بالإضافة إلى أنها عمليةٌ ليست بالمكلفة بالمقارنة مع طرق الترسيب والترشيح التقليدية.
و تتوافر بالفعل بعض أجهزة معالجة المياه التي تقوم بدمج تكنولوجيا النانو في الأسواق، إلا أن المزيد منها في طور التطوير والتنمية. وقد أثبتت إحدى الدراسات الحالية أن طرق فصل الأغشية النانوية منخفضة التكلفة فعالة في عملية إنتاج المياه الصالحة للشرب.
كما أثبتت جسيمات الحديد النانوية قدرتها كعاملٍ مزيلٍ للسموم في تنظيف ملوثات البيئة من مواقع براونفيلد.

## وصلات خارجية
- مركز التأثيرات البيئية لتقانة النانو

## اطلع أيضاً
- غراي غو